# 寛甸満族自治県
寛甸満族自治県（かんてん-まんぞく-じちけん、満洲語: ᡴᡡᠸᠠᠨ
ᡩᡳᠶᠠᠨ
ᠮᠠᠨᠵᡠ
ᡠᡴ᠋ᠰᡠᡵᠠᡳ
ᡯᡳᡷᡳ
ᡥᡳᠶᠠᠨ 、転写：kūwan diyan manju uksurai dzijy hiyan）は中華人民共和国遼寧省丹東市に位置する自治県。

## 歴史
漢代は西安平県に属し、唐代は安東都護府に属した。渤海にはすでに寛甸子と呼ばれ、のちに興る遼の領土となり、金代には西南隅（現在の古楼子郷大蒲石河口一帯）に婆速路を置き、婆娑府を開設する。明代には、遼東都指揮使司東寧衛に属する。
1877年（光緒2年）、清朝により鳳凰直隷庁の下部に設置された寛甸県を前身とする。中華民国が成立すると1912年（民国元年）に奉天省に移管された。満州国崩壊後の1945年（民国34年）、中国共産党は安東第四公暑和第四軍分区の下に寛甸県人民政府を設置、しかし翌年には中国国民党が実効支配を回復、1947年（民国36年）6月に再び共産党が占領すると県人民政府が再設置され安東省（1949年に遼東省、1954年に遼寧省に移管）の管轄とされた。1989年4月に寛甸満族自治県に改編され現在に至る。

## 民族
満族、漢族、朝鮮族、モンゴル族、回族、チワン族、シベ族、ダウール族、ペー族、ミャオ族、ヤオ族、チベット族、トゥチャ族、トン族、オロス族（ロシア人）など18の民族が居住する。うち満族は総人口53%を占める。
満族が寛甸に入ったのは明代の1423年（永楽21年）であり、建州衛の満族の首領・李満住が部下を率いて寛甸の渾江中下流域に定住した。1573年（万暦元年）に寛甸（寛奠六堡）を防衛の為に修築するが、すでに北は満族の杲完顔部、東は王兀堂の董鄂部の支配地域となっていた。1621年（天啓元年）、後金を建国した満族は寛甸を占領、域内の住民を八旗制度に編入する。そして満族は周りの民族と交わるなかで、狩猟や薬草採取から農耕民族に変貌していった。
また、寛甸の朝鮮族の多くは、鴨緑江沿岸の青玉潼、楚山、昌城郡等の住民で、災害による凶作、戦乱などにより川を渡って定住した。
回族は、1879年（光緒5年）、回族の哈広徳が寛甸県の下級役人になり、その一族や知人が移入したことに由来する。

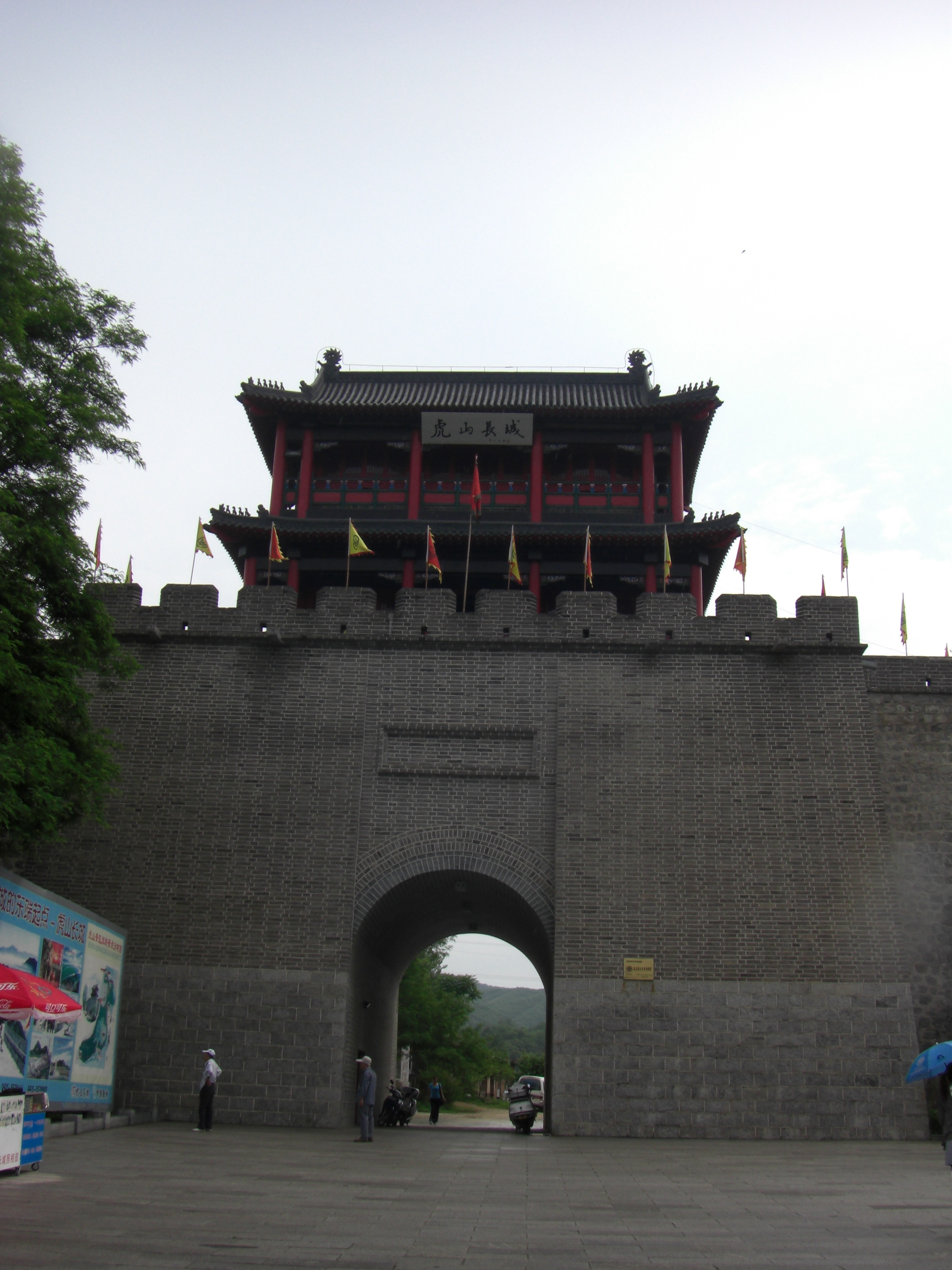
虎山長城

## 行政区画
19鎮、2郷、1民族郷を管轄する。
- 鎮：寛甸鎮、灌水鎮、硼海鎮、紅石鎮、毛甸子鎮、長甸鎮、永甸鎮、太平哨鎮、青山溝鎮、牛毛塢鎮、大川頭鎮、青椅山鎮、楊木川鎮、虎山鎮、振江鎮、歩達遠鎮、大西岔鎮、八河川鎮、双山子鎮
- 郷：石湖溝郷、古楼子郷
- 民族郷：下露河朝鮮族郷

## 交通

### 鉄道
- 中国国家鉄路集団
  - 鳳上線

（鳳凰城方面）- 灌水駅 - 竜爪溝駅 - 寛甸駅 - 永甸駅 - 長甸駅 - 上河口駅（貨物駅）
  - 通灌線

灌水駅 - 天橋溝駅 - 雅河駅 -（通化方面）

### 道路
- 高速道路
  - 鶴大高速道路
- 国道
  - G201国道

## 特産
特産品は栗、燕紅桃、キノコ、蜂蜜、沿岸牛、公魚、鯉などの農畜産物。英波漁場で養殖された鯉が日本向けに輸出開始された。

## 観光
- 虎山長城
- 一歩跨
- 河口村

中国領の中洲。河口断橋、遊覧船、日本人も宿泊できるホテルもある観光地として整備されている。